# 長蛇座II
長蛇座II，又名CD-26 8789，HD 102620、SAO 180208、HR 4532，是長蛇座的一颗恒星，视星等为5.11，位于銀經286.01，銀緯34.05，其B1900.0坐标为赤經11h 43m 41.9s，赤緯-26° 34.05′ 37″。